# Thor Ericsson
Thor Ragnar Ericsson (9 octobre 1885 à Göteborg – 20 avril 1975 à Göteborg) est un joueur de football international suédois, évoluant au poste de milieu de terrain.

## Biographie
Thor Ericsson reçoit quatre sélections en équipe de Suède entre 1908 et 1910. Il joue son premier match en équipe nationale le 12 juillet 1908 contre l'équipe de Norvège (victoire 11-3) et son dernier le 11 septembre 1910 face à cette même équipe.
Il participe aux Jeux olympiques d'été de 1908, terminant quatrième du tournoi. Lors du tournoi olympique organisé à Londres, il est réserviste.

## Palmarès
- Championnat de Suède
  - Champion en 1906, 1907 et 1908